# The Gathering (Infected Mushroom-album)
 For alternative betydninger, se The Gathering. (Se også artikler, som begynder med The Gathering)
The Gathering er debut studie albummet fra den israelske psykedelisk trance duo Infected Mushroom. Albummet danner mørke og organiske atmosfærer, som er sædvanligt i hver Goa og psykedelisk trance album. Coveret blev tegnet af den israelske kunstner Eyal B.

## Trackliste
| The Gathering | The Gathering           | The Gathering | The Gathering | The Gathering | The Gathering | The Gathering | The Gathering | The Gathering | The Gathering |
| #             | Titel                   | Længde        |               |               |               |               |               |               |               |
| ------------- | ----------------------- | ------------- | ------------- | ------------- | ------------- | ------------- | ------------- | ------------- | ------------- |
| 1.            | "Release Me"            | 8:28          |               |               |               |               |               |               |               |
| 2.            | "The Gathering"         | 7:43          |               |               |               |               |               |               |               |
| 3.            | "Return of the Shadows" | 8:13          |               |               |               |               |               |               |               |
| 4.            | "Blue Muppet"           | 8:08          |               |               |               |               |               |               |               |
| 5.            | "Psycho"                | 8:36          |               |               |               |               |               |               |               |
| 6.            | "Montoya Rmx"           | 8:20          |               |               |               |               |               |               |               |
| 7.            | "Tommy the Bat"         | 7:29          |               |               |               |               |               |               |               |
| 8.            | "Virtual Voyage"        | 8:24          |               |               |               |               |               |               |               |
| 9.            | "Over Mode"             | 8:35          |               |               |               |               |               |               |               |
| 73:58         |                         |               |               |               |               |               |               |               |               |